# 1113 w polityce

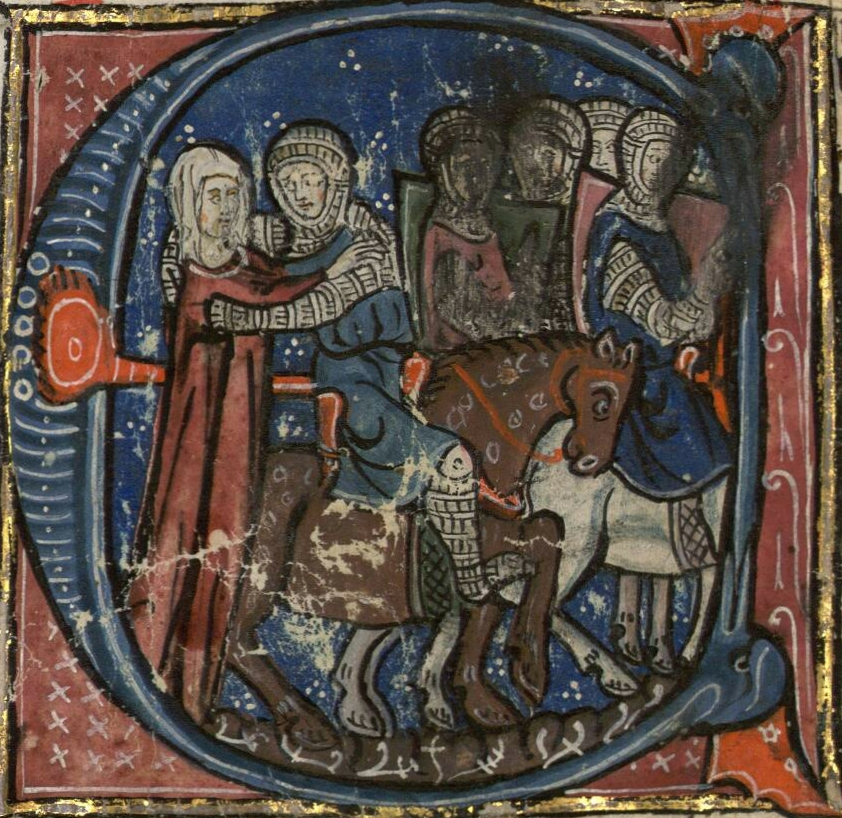
Ida Lotaryńska

Wydarzenia polityczne w 1113 roku.

## Wydarzenia
- Bolesław III Krzywousty zdobył Nakło i Wyszogród[1][2].
- Początek panowania Włodzimierza Monomacha[3][1].

## Urodzili się
- 24 sierpnia Godfryd V Plantagenet, książę Normandii[4].

## Zmarli
- Ida Lotaryńska, hrabina Boulogne[5].